# David Lindsay (1er duc de Montrose)
Pour les articles homonymes, voir David Lindsay et Lindsay.
 (février 2019).
Si vous disposez d'ouvrages ou d'articles de référence ou si vous connaissez des sites web de qualité traitant du thème abordé ici, merci de compléter l'article en donnant les références utiles à sa vérifiabilité et en les liant à la section « Notes et références ».
David Lindsay (1440 – 25 décembre 1495), 5e comte de Crawford et 1er duc de Montrose, est un noble écossais.

## Biographie
Il est le fils d'Alexander Lindsay, 4e comte de Crawford, et de Margaret, fille et héritière de Sir David Dunbar. Il hérite du titre de comte de Crawford à la mort de son père en 1453. Durant sa carrière politique, il détient les postes de Lord Grand Amiral d'Écosse, Maître de la Maison royale d'Écosse, Grand Chambellan et Justicier.
En 1488, il est créé duc de Montrose, et devient le premier écossais de sang non royal à accéder à un titre de duc. Lindsay gagne la faveur de Jacques III, par le maintien de sa loyauté envers lui durant la rébellion de son fils, le prince Jacques. Lindsay est déchu de son titre de duc par Jacques IV lors de son accession au trône, un an après, mais il est restauré en 1489, avec cependant impossibilité de le transmettre. À sa mort en 1495, le titre s'éteint donc, et son titre de comte passe à son fils John. Il est toujours porté dans sa famille.

## Mariage et descendance
Il s'est marié avec Elizabeth Hamilton, fille de James Hamilton, 1er Lord Hamilton en 1459. Ils ont trois enfants avant de divorcer dans les années 1480 :
- Alexander Lindsay (1485 – 16 septembre 1489), Maître de Crawford ;
- Elizabeth Lindsay (née en 1495) ;
- John Lindsay (vers 1495 – 1513), 6e comte de Crawford.